# Michael Tarnat
Michael Tarnat (Hilden, 27 oktober 1969) is een Duits voormalig profvoetballer die anno 2016 werkzaam is als jeugdtrainer bij Bayern München. Hij speelde als linksachter of als defensieve middenvelder.
Tarnat heeft gespeeld voor MSV Duisburg, Karlsruher SC, Bayern München, Manchester City en Hannover 96. Tarnat heeft ook deelgenomen aan het Wereldkampioenschap voetbal 1998.
1 Köpke ·
2 Wörns ·
3 Heinrich ·
4 Kohler ·
5 Helmer ·
6 Thon ·
7 Möller ·
8 Matthäus  ·
9 Kirsten ·
10 Häßler ·
11 Marschall ·
12 Kahn ·
13 Jeremies ·
14 Babbel ·
15 Freund ·
16 Hamann ·
17 Ziege ·
18 Klinsmann ·
19 Reuter ·
20 Bierhoff ·
21 Tarnat ·
22 Lehmann ·
Coach: Vogts